# Italia amore mio
Italia amore mio è una canzone interpretata da Pupo, Emanuele Filiberto di Savoia e dal tenore Luca Canonici.
Presentato al Festival di Sanremo 2010, il brano è stato eliminato durante la prima serata; successivamente è stato ripescato nella terza serata, concludendo il Festival in seconda posizione. Il brano è stato inserito nel primo album pop di Luca Canonici, intitolato Italia, amore mio.
Nelle serate dedicate ai duetti, il trio si è esibito dapprima, nella giornata di giovedì, supportato dal gruppo femminile Le Divas, alle quali si è aggiunto il giorno successivo Marcello Lippi, all'epoca allenatore della nazionale di calcio italiana.

## Il testo
Il testo della canzone è stato scritto da Emanuele Filiberto insieme a Pupo; gli stessi hanno dichiarato che si tratta di una lettera d'amore all'Italia da parte di Emanuele Filiberto, al quale era vietato l'ingresso nel paese poiché discendente maschio di Casa Savoia, secondo quanto previsto dalla XIII disposizione finale, comma 2, della Costituzione, prima che la legge costituzionale n. 1 del 23 ottobre 2002 ne dichiarasse cessati gli effetti.

## Contestazioni e polemiche
Durante il Festival, la canzone fu pesantemente contestata da una parte del pubblico presente in sala prima e dopo ogni esibizione. I motivi di tale contestazione vanno ricercati in buona parte nella partecipazione di Emanuele Filiberto: suscitò forti perplessità il fatto che un esponente di Casa Savoia potesse intonare un canto d'amore verso l'Italia a causa dei cattivi rapporti che la sua famiglia ha mantenuto con la nazione, culminati nella richiesta di un risarcimento milionario nel 2007. Furono inoltre contestate le scarse qualità canore del principe, nonché una certa retorica nel testo del brano.
Una successiva contestazione nacque in seguito alla partecipazione di Marcello Lippi, avvenuta nella serata dedicata ai duetti. Il CT della nazionale (a sua volta oggetto di polemiche per la mancata convocazione di Antonio Cassano agli imminenti mondiali di calcio), a causa di un tempo morto dovuto ad alcuni problemi tecnici, prese la parola prima dell'esecuzione del brano, violando una norma del regolamento che impedisce ai cantanti di parlare prima dell'inizio della canzone per non influenzare il giudizio del pubblico. Durante l'esibizione venne anche cambiata una strofa del testo, appositamente riscritta per essere dedicata alla nazionale di calcio; anche in questo caso sorsero dubbi sulla legittimità di quest'azione, ma il direttore artistico del festival Gianmarco Mazzi replicò facendo presente che nella quarta serata del festival era consentita la libera rivisitazione del proprio brano.
La contestazione più plateale avvenne tuttavia durante la serata finale del festival, nel momento in cui vennero annunciati i cantanti eliminati, da cui, per esclusione, fu evidente che Italia amore mio era arrivato sul podio. In genere tale momento, in varie edizioni del Festival, è sempre stato accolto da fischi e lamentele degli spettatori; in questo caso, però, fu l'orchestra stessa a protestare in un modo alquanto singolare: i musicisti, infatti, iniziarono a lanciare in aria gli spartiti appena fu resa nota l'esclusione dal podio di Malika Ayane, mentre il maestro Sabiu prese la parola e chiese che il voto degli orchestrali potesse essere reso pubblico.
Il brano, nonostante le numerose critiche, raggiunse il secondo posto. Questo risultato, unito al fatto che il brano fosse già stato salvato tramite il ripescaggio, fece sorgere numerosi dubbi sull'attendibilità del televoto e le possibilità che questo potesse essere alterato. In seguito, le denunce del Codacons e di Striscia la notizia lasciarono intendere che i cantanti avessero potuto comprare i voti pilotando le chiamate provenienti dai call center, considerato anche il precedente dello stesso Pupo, che aveva già dichiarato in passato di aver comprato i voti del Totip che gli valsero il quarto posto nel 1984.

## Dopo il Festival
Terminato il Festival, il brano venne quasi totalmente ignorato dalle radio, e fu eseguito un'ultima volta dal vivo dagli interpreti originali durante la prima puntata de I raccomandati.
Nelle settimane successive, iniziarono a circolare due parodie realizzate da Elio e le Storie Tese (eseguita durante una puntata di Parla con me e durante Raiperunanotte) e dal programma radiofonico Ciao belli, in cui veniva accentuata la forte somiglianza di un passaggio del brano con la melodia di Over the Rainbow. In un'intervista pubblicata nel numero 10/2010 di Tv Sorrisi e Canzoni, Pupo afferma che tale melodia è una citazione esplicita del brano di Harold Arlen di cui aveva intenzione di celebrare i settant'anni dalla sua pubblicazione; tuttavia, poiché questa spiegazione non fu data nei giorni del Festival, fece sorgere qualche sospetto di plagio nel già controverso brano. 
Pupo espresse la volontà di realizzare una versione apposita del brano per i mondiali di calcio del 2010 e che sarebbe stato nuovamente coinvolto Marcello Lippi, ma il progetto non ebbe seguito.
Il 1º aprile 2010 la compagnia aerea easyJet diramò un comunicato (rivelatosi poi un pesce d'aprile) in cui si affermava che Italia amore mio sarebbe stato diffuso nei suoi aerei, in modo da accelerare le operazioni di sbarco dei passeggeri.
In seguito, Luca Canonici ha eseguito dal vivo versioni soliste del brano.

## Tracce
1. Italia amore mio – 3:37